# Pimelodus jivaro
Pimelodus jivaro är en fiskart som beskrevs av Eigenmann och Pearson 1942. Pimelodus jivaro ingår i släktet Pimelodus och familjen Pimelodidae. Inga underarter finns listade i Catalogue of Life.